# Сакураи, Цугуми
Цугуми Сакураи (яп. 櫻井つぐみ, род. 3 сентября 2001 года) — японская спортсменка, борец вольного стиля, Олимпийская чемпионка 2024 года, трехкратная чемпионка мира, чемпионка Азии.

## Биография
Родилась в 2001 году в префектуре Коти.
На чемпионате мира 2021 года, который состоялся в Осло, японка стала победительницей соревнований в весовой категории до 55 кг.
В 2022 году в другой весовой категории до 57 кг она смогла стать и чемпионкой мира и чемпионкой Азии.
В сентября 2023 года на чемпионате мира в Сербии, в весовой категории до 57 кг Цугуми в схватке за чемпионский титул победила спортсменку из Молдавии Анастасию Никиту и завоевала третий титул мирового первенства.